# C-Murder
Corey Miller, född 9 mars 1971, är en amerikansk rappare från Calliope Projects i New Orleans, Louisana. Han är mest känd under sitt artistnamn C-Murder. Miller har varit förlovad med popsångerskan Monica.

## Musikkarriär
C-Murder började sin musikkarriär i gruppen TRU som släppte två album, True (1995) och Tru 2 da Game(1997). På Master Ps album Ghetto D deltar C-Murder som gästartist och 1998 släppte C-Murder sitt debutsoloalbum Life Or Death. Albumet följdes av Bossalinie 1999. C-Murder var också medlem i 504 Boyz fram till 2005 och fick med denna grupp en hit med "Wobble Wobble". År 2000 släppte C-Murder sitt tredje album, Trapped In Crime som innehåller hitlåten Down 4 My N's med Snoop Dogg och Magic. Efter detta startade C-Murder skivbolaget Tru Records, genom vilket albumet Tru Dawgs släpptes cirka 2002. 

## Diskografi
- 1998 - Life or Death
- 1999 - Bossalinie
- 2000 - Trapped In Crime
- 2001 - C-P-3.com
- 2002 - Tru Dawgs
- 2005 - The Truest Shit I Ever Said
- 2006 - The Tru Story: Continued
- 2008 - Screamin' 4 Vengeance

## Singlar
- 2000 - "Down 4 My N's"
- 2000 - "Hustlin"
- 2001 - "C-p-3.com"
- 2002 - "Tru Dawgs"
- 2005 - "Ya'll Heard"
- 2005 - "Truest S--t I Ever Said"
- 2006 - "Posted On Tha Block"

## Filmografi
- 2007 - "The Movement"